# Полетуше
Полетуше или рибе полетуше (лат. Exocoetidae) су породица морских риба из реда игличарки. Иако немају праву способност летења као што им сам назив каже, рибе полетуше могу да испливају на површину воде уз помоћ испруженог грудног пераја, могу да једре по површини воде и до 400 m. Полетуше имају занимљив и специфичан облик тела који подсећа на торпедо, управо због таквог динамичног облика тела могу да под водом створе довољно велику и оптималну брзину како би избиле на површину воде, а њихова пераја која су налик крилима их подижу и омогућавају им летење. Максимална дужина коју ове „летеће” рибе могу да достигну је око 45 cm.
Научници сматрају да рибе полетуше излазе на површину воде и узлећу изнад површине воде само када се нађу у потенцијалној опасности од бројних предатора. Највећи природни непријатељи полетуша су скуша, туна, сабљарка и остале веће рибе. Хране се углавном разноврсно али највише се хране  планктоном.

## Еволуција
Научници тврде да су прве летеће рибе имале сличне карактеристике данашњим, по многим истраживањима научници су дошли до закључка да су прве летеће рибе кроз еволуцију развиле способност летења како би се сачувале од морских гмизаваца и риба грабљивица. Ниједан пронађен фосилни остатак ових морских риба не датира више од 65 милиона година у прошлост.

## Опис и карактеристике
Примерци из породице ових морских риба могу се пронаћи у свим океанима. Дужина лета летећих риба обично износи око 50 m. Полетуша пре него што избије кроз површину воде замахне репом 70 пута у секунди затим шири своја пераја налик крилима и благо почиње да их нагиње ка горе да би обезбедила подизање и избила на површину воде. Ове врсте риба су у стању да равномерно и постепено повећају брзину летења док су у ваздуху. Занимљиво је да су ове летеће рибе од 1900. до 1930. године проучаване као модели за развој авиона.

## Риболов
Рибе полетуше се комерцијално лове у многим азијским државама међу којима су Јапан, Вијетнам, Кина, Индонезија и Индија. Од ове рибе у Јапану се праве специјалитети од сушија.

## Занимљивост
Острвска држава Барбадос је позната под називом земља летећих риба. Национално јело ове државе је летећа риба од које се у овој карипској држави праве бројни одлични специјалитети, а иначе друго национално јело Барбадоса је „ку ку” односно кукурузни скроб који се обично сервира заједно са специјалитетима направљеним од полетуше.

## Размножавање
Женке риба полетуша се обично мресте на отвореном океану близу површине воде, нови младунци када се излегну имају близу уста бркове који им помажу да се камуфлирају као биљке да би избегли предаторе. Просечни животни век риба полетуша је око 5 година.

## Распрострањеност
Летеће рибе углавном настањују топле и тропске воде, у највећем броју живе у Атлантском океану, Пацифику и Индијском океану. Број летећих риба у целом свету је још увек стабилан тако да нису наведене као угрожена врста. Постоји укупно 64 различитих врста из породице ових морских риба. Популација риба полетуша је стабилна, иако се ове рибе на неким местима комерцијално лове. Врсте ове породице морских риба је лако ухватити због њихове тенденције да ускачу у мале бродове што рибари користе како би их ухватили.

## Таксономија
Породица Exocoetinae обухвата 4 групе риба које припадају нижим класификацијама и 7 родова риба полетуша.
- Потпородица Exocoetinae Risso, 1827
  - Род:  , 1758.
- Потпородица Fodiatorinae Fowler, 1925
  - Род:   & Meek, 1885.
- Потпородица Parexocoetinae Bruun, 1935
  - Род:  , 1865.
- Потпородица Cypsellurinae Hubbs, 1933
  - Род:  , 1841.
  - Род:  , 1838.
  - Род:  , 1928.
  - Род:  , 1928.